# 罗集乡
罗集乡，是中华人民共和国安徽省六安市裕安区下辖的一个乡镇级行政单位。

## 行政区划
罗集乡下辖以下地区：
兴隆社区、竹园村、松岗村、储渡村、华城村、陈墩村、栗树村、金湾村、罗集村、杨公村、清凉寺村、花园村、陈家楼村、椿树村和云水村。